# 日向国の式内社一覧
日向国の式内社一覧（ひゅうがのくにのしきないしゃいちらん）は、『延喜式』第9巻・第10巻「神名帳上下」（延喜式神名帳）に記載のある神社、いわゆる「式内社」およびその論社のうち、日向国に分類されている神社の一覧。
また『延喜式』神名帳の編纂当時に存在したが同帳に記載の無い神社、いわゆる「式外社」についても付記する。

## 式内社
『延喜式』神名帳では、小社4座4社を記載。
1）「神名帳」列は、『延喜式 上巻』（大岡山書店、昭和4年、国立国会図書館デジタルコレクション）等における『延喜式』神名帳の記載を基に作成。社名表記は神社史料集成（5を参照）における字体（異体字がある場合には新字体・通用性の高い字体を使用）を基準とした。読みの「-」部分は、「神社」以外で仮名が振られていない部分。「○座」は座数を表し、一座の場合は記載していない。

2）格の「名神大」は名神大社を、「大」は式内大社（名神大社除く）を、「小」は式内小社を意味する。付記は社名とともに記されているもので、一部は「式内社#式内社の社格」を参照。

3）比定社が複数ある場合、最も有力なものを無冠で示し、他の論社には「（論）」を冠した。

4）本来の式内社とは認めがたいものの、式内社を合祀したなどその後継を主張するもの、その他参考の神社には「（参）」を冠した。

| 神名帳             | 神名帳     | 神名帳 | 神名帳           | 比定社                     | 比定社                 | 比定社               | 集成 |
| 社名               | 読み       | 格     | 付記             | 社名                       | 所在地                 | 備考                 | 集成 |
| ------------------ | ---------- | ------ | ---------------- | -------------------------- | ---------------------- | -------------------- | ---- |
| 児湯郡 2座（並小） |            |        |                  |                            |                        |                      |      |
| 都農神社           | ツノノ     | 小     |                  | 都農神社                   | 宮崎県児湯郡都農町川北 | 日向国一宮           |      |
| 都万神社           | ツマノ     | 小     |                  | 都萬神社                   | 宮崎県西都市妻         | （日向国二宮・総社） |      |
| 宮埼郡 1座（小）   |            |        |                  |                            |                        |                      |      |
| 江田神社           | エタノ     | 小     |                  | 江田神社                   | 宮崎県宮崎市阿波岐原町 |                      |      |
| 諸県郡 1座（小）   |            |        |                  |                            |                        |                      |      |
| 霧島神社           | キリシマノ | 小     |                  | （論）霧島岑神社           | 宮崎県小林市細野       |                      |      |
| 霧島神社           | キリシマノ | 小     | （論）東霧島神社 | 宮崎県都城市高崎町東霧島   |                        |                      |      |
| 霧島神社           | キリシマノ | 小     | （論）霧島東神社 | 宮崎県西諸県郡高原町蒲牟田 |                        |                      |      |
| 霧島神社           | キリシマノ | 小     | （論）霧島神宮   | 鹿児島県霧島市霧島田口     |                        |                      |      |
| 凡例を表示         |            |        |                  |                            |                        |                      |      |

## 式外社
『延喜式』神名帳の編纂当時に存在したが、同帳に記載の無い神社。
| 文献                    | 文献                                         | 比定社     | 比定社                       | 比定社 | 集成 |
| 神名                    | 記事                                         | 社名       | 所在地                       | 備考   | 集成 |
| ----------------------- | -------------------------------------------- | ---------- | ---------------------------- | ------ | ---- |
| 高智保神 （高智保皇神） | 『続日本後紀』承和10年（843年）9月19日条ほか | 高千穂神社 | 宮崎県西臼杵郡高千穂町三田井 |        |      |